# Refugi de l'Illa
El refugi de l'Illa és un refugi de muntanya de la Parròquia d'Encamp (Andorra) a 2.517 m d'altitud i situat al Gargantillar, just a sota de l'Estany de l'Illa.

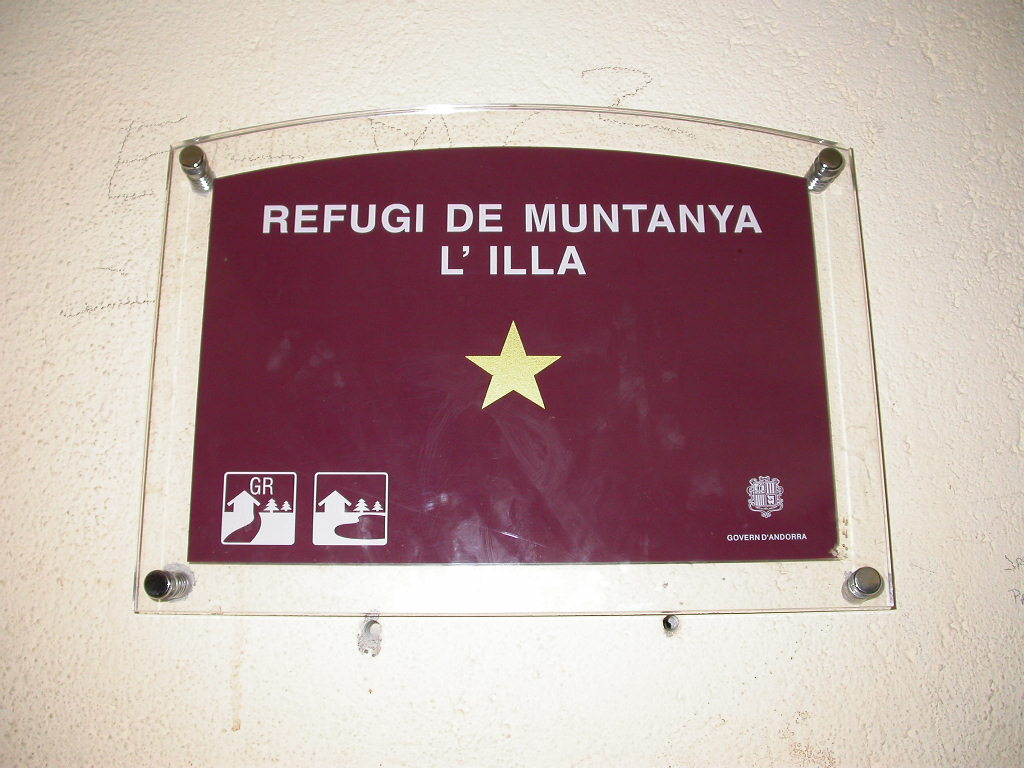
Placa identificativa a l'exterior.